# Achim
Achim é uma cidade da Alemanha localizada no distrito de Verden, estado da Baixa Saxônia. É a maior cidade do distrito, com uma população estimada de 30.059 habitantes (pelo censo de dezembro de 2006). Está situado à margem direita do rio Weser, a aproximadamente 17 km a noroeste de Verden, e 16 km a sudeste de Bremen.

## Geografia
A área ao redor de Achim é originalmente charneca em seu estado natural. Tem uma elevação de 15 metros acima do nível do mar, e uma área de 65,1 km².

### Montanhas Badener
As montanhas Badener estão localizadas na cidade de Baden, na Baixa Saxônia, a qual está localizada dentro de Achim. O lugar é cercado pelo marisma do rio Weser a oeste, e a leste por uma coleção de dunas de areis com mais de 40 metros de altura e a charneca Baderner. Até o século XIX a área era parcamente povoada, as pessoas viviam do cultivo de batatas, da criação de ovelhas, e do trabalho nas fábricas da periferia de Bremen. Hans Höppner observou cerca de 200 das 250 espécies de abelhas da Alemanha nas Montanhas Badener de 1898 a 1900. Provavelmente, apenas 130 espécies ainda são encontradas atualmente.

### Campo de petróleo
O campo de petróleo de Badener é uma parte de um bunker da Primeira Guerra. Foi erguido em 1917 pro Jürgen Daybridge. Serviu como estação para transporte marítimo de óleo bruto, óleo de aquecimento e combustível. Ele foi colocado em quatorze containeres subterrâneos, os últimos, no entanto, foram demolidos.
Durante a República de Weimar, o campo foi alugado para uma companhia petrolífera. Como parte da re-militarização da Alemanha em preparação para a Segunda Guerra, o campo foi levantado e estendido (para trinta e seis containeres). Embora o campo tenha saído intacto da guerra, foi destruído pelas tropas de ocupação inglesas em 1956.
A área permanece sob uso militar, e foi transformada em um campo de treinamento militar para as Forças Armadas Alemãs. Os vários combates simulados e o movimento dos tanques fizeram um grande impacto na vegetação. Outras práticas de combate foram desenvolvidas em terrenos arenosos e quentes, como o Lüneburger Heide.

## História
A primeira menção registrada de Achim vem de 1091 como Arahem. O  controlador de alturas das montanhas Linden, ao sul de Bremem, onde o velho Arahem inclinado era um local de culto e julgamento. Achim era um lugar de encontros para os antigos tribunais saxões. O tribunal se reunida três vezes ao ano.

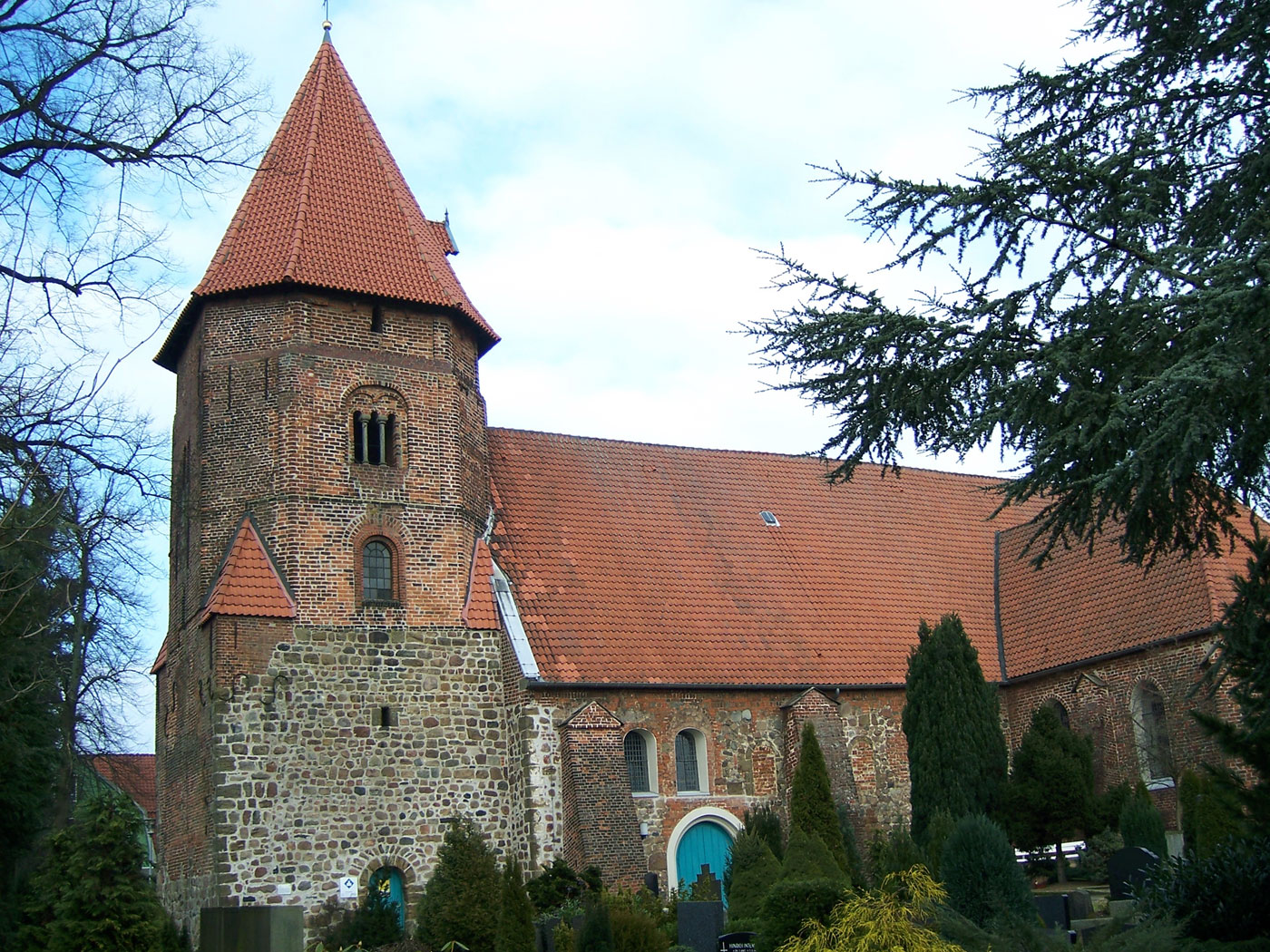
Igreja de São Lourenço

Os missionários cristãos ergueram uma igreja batismal em Achim no século XII, foi a predecessora da igreja de São Lourenço, construída em 1257.
Achim foi incendiada em 1381 devido à luta entre o Duque Albrecht da Saxônia e o arcebispo de Bremen.
De 1626 a 1712 foi controlada ora pelos dinamarqueses, ora pelos suecos. Durante a guerra dos sete anos  foi controlada pela França. Depois do Congresso de Viena em 1815, Achim passou a pertencer ao reino de Hanôver.
Uma estação de trem existe em Achim desde 1947. Achim fica no caminho entre Bremen e Hanôver.